# Магнітофон

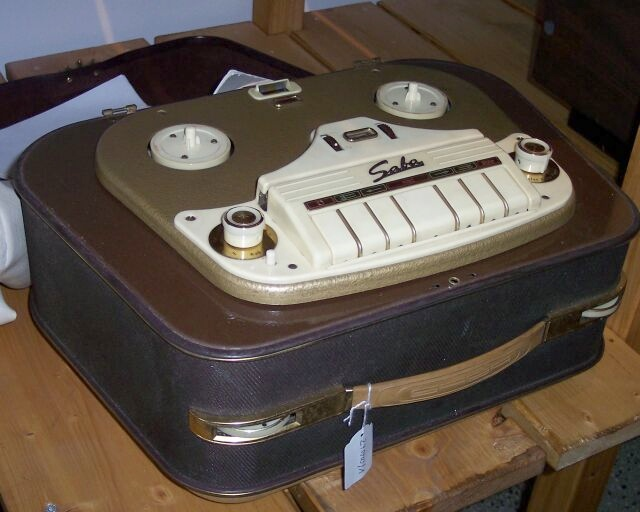
Магнітофон фірми Saba, 60-ті роки

Магнітофо́н — електромеханічний прилад для запису і відтворення електричного сигналу (найчастіше звуку) з використанням гнучкого магнітного носія (стрічки або дроту). Магнітний метод запису ґрунтується на властивості феромагнітних матеріалів намагнічуватися під дією на них магнітного поля і зберігати залишкову намагніченість після виходу з цього поля.

## Термінологія
Назва «магнітофон» прийшла в українську мову з німецької (один з перших таких приладів фірми AEG називався Magnetophon, пізніше загальним терміном став нім. Tonbandgerät). Власне, магнітофоном слід називати прилад для магнітного запису та відтворення звуку. Однак слово буває присутнє і у назві приладів, що працюють і з іншими видів сигналів (наприклад, відеомагнітофон).

## Принцип роботи

### Принципи запису та відтворення сигналу
Електричний струм, що проходить через магнітну головку запису, створює швидкозмінне магнітне поле, яке діє на матеріал рухомої стрічки (у найперших моделях та спеціальних видах магнітофонів) — тонкого стального дроту). Для відтворення стрічка протягується повз головку відтворення, індукуючи в ній змінний електричний струм, що значною мірою повторює форму записаного сигналу. Сигнал з головки підсилюється і подається на акустичну систему. В процесі запису та відтворення сигналу, рух магнітного носія повз головки здійснюється з однаковою швидкістю.

### Стрічко-протяжний механізм (СПМ)
СПМ призначений для забезпечення стандартної, стабільної швидкості руху (середньої та миттєвої) магнітного носія повз магнітні головки. СПМ також забезпечує двосторонній, прискорений рух носія при його перемотуванні
СПМ висококласних магнітофонів, як правило, побудовані на трьох електродвигунах. Центральний двигун з постійною швидкістю обертає центральний вал (тонвал) з насадженим масивним маховиком. До валу гумовим роликом притискається магнітна стрічка що забезпечує її стабільний рух. Часто застосовувались один або два демпферних механізми для стабілізації (миттєвих) швидких короткочасних змін руху стрічки, наприклад, у вигляді підпружинених стрижнів по яких рухається стрічка тощо. Для зміни стандартних (кратних двом) швидкостей використовували комутацію пар полюсів двигуна, наприклад у військового магнітофона М-64 «Звук» було 5 швидкостей. У побутових магнітофонах використовували, в основному дві швидкості 9,53 см/с та 4,76 см/сек. Для цього здійснювалась зміна діаметра шківа двигуна у пасиковій передачі до шківа тонвалу. Для запису та відтворення звуку використовувались 3 головки: для стирання, запису, відтворення.
Інші два двигуни використовуються в режимі відтворення, запису: правий — для забезпечення підмотування стрічки а лівий — для утворення гальмівного моменту котушки з якої змотується стрічка. Для цього двигуни живляться малою (біля 30 — 50 % від номінальної) напругою. В режимі перемотування в обидва боки, один з двигунів («намотувальний») живиться номінальною (в окремих випадках, підвищеною напругою для збільшення крутного моменту) а інший малою напругою. Під час перемотування гумовий ролик відводиться від центрального валу, що унеможливлює тертя стрічки об вал та магнітні головки.
У дешевих моделях присутній лише один двигун, а привід правої і лівої котушки здійснюється за допомогою системи пасиків, муфт ковзання і проміжних роликів. Також існували кінематичні схеми з двома двигунами — один забезпечував постійну швидкість протягування стрічки, інший перемотування. Використовувались головка для стирання (як виняток постійний магніт) та універсальна головка, що поєднує функції запису та відтворення.

## Розвиток звукозапису
З розвитком радіоелектроніки змінюється елементна база (лампа-транзистор-мікросхема) що призводить також і до зміни принципу дії, конструкції та зовнішнього вигляду магнітофону. Назва зберігається, хоча від використання магнітного методу запису нічого не залишилось як і від його електромеханічного забезпечення у вигляді СПМ.

Звуковий сигнал перетворюють в його цифрову форму. Для цього миттєве значення амплітуди сигналу за допомогою аналого-цифрового перетворювача (АЦП) з частотою, що значно перевищує частоту сигналу запису, перетворюють у відповідні цифрові значення та зберігають у пристрої пам'яті. Для відтворення звуку, його цифрові значення з пам'яті, в тій самій послідовності та з тією ж частотою надходять до цифро-аналогового перетворювача (АЦП).

## Конструктивні рішення

### Магнітола
Пристрій що конструктивно поєднує магнітофон та радіоприймач. Як правило, магнітофонна панель середнього класу, наприклад «МП — 3», «Нота» т.і., була розташована у верхній частині магнітоли під відкидною кришкою.

### Касетний магнітофон

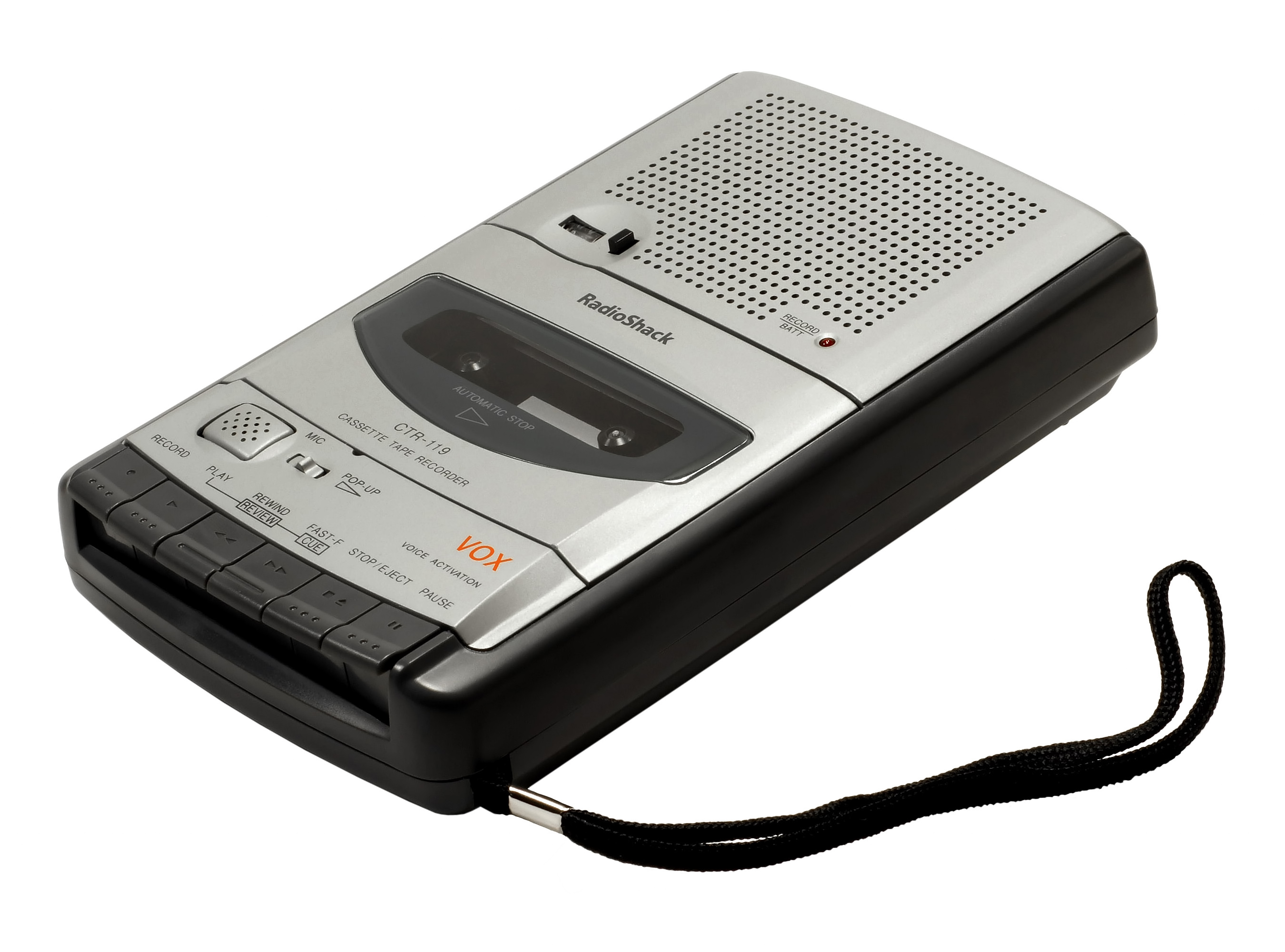
Типовий касетний магнітофон фірми RadioShack

Перші касетні магнітофони з'явились в 1961 році і були розроблені голландською компанією «Philips». В Україні (та в СССР) перший касетний магнітофон «Десна» випускав Харківський радіозавод з 1969 року. Це була копія Philips EL3300,1964 року випуску. Особливістю магнітофона «Десна» була можливість вести прихований запис за допомогою перемикача провідного дистанційного керування, розташованого на мікрофоні.
Відносно невеликі розміри касетних магнітофонів призвели до створення спеціальних засобів для очищення стрічко-протяжного механізму та розмагнічування головок у вигляді чистячих та розмагнічуючих касет.